# 胡藍の獄
胡藍の獄（こらん の ごく）は、中国明代初期の洪武13年（1380年）に宰相胡惟庸の造反計画をきっかけに起きた粛清事件「胡惟庸の獄」と、洪武26年（1393年）に起きた将軍藍玉に関する同様の粛清事件「藍玉の獄」をあわせた総称である。洪武23年（1390年）に起きた李善長の獄を胡惟庸の獄の延長と見なして、これを含める場合もある。洪武帝治世後期の徹底した恐怖政治を象徴する事件群であり、いずれも一万人以上の犠牲者を出したといわれる大粛清である。明国内にとどまらず、日本との外交にも影響を及ぼす大事件となった。このほかにも洪武帝の治世に起きた同様の粛清事件は多く、洪武9年（1376年）の「空印の案」、洪武18年（1385年）の「郭桓の案」をあわせて「明初四大案」「洪武四大案」などと呼ばれることもある。本項では、上記の4事件のほか洪武帝期に行われた粛清事件である「林賢事件」「李善長の獄」なども含め、洪武帝治世の粛清事件全般を概説する。

## 概要
|                                                      |  |
| 醜く描かれた顔（左）と威厳がある様に描かせた顔（右） |  |

本項では、洪武帝（太祖朱元璋）の治世（1368年 - 1398年）に起きた以下の粛清事件、
- 空印の案（1376年）
- 胡惟庸の獄（1380年）
- 郭桓の案（1385年）
- 林賢事件（1386年）
- 李善長の獄（1390年）
- 藍玉の獄（1393年）

を取り上げる。以上の一連の事件の犠牲者は、合わせて十数万人に及んだとも言われ、凄惨な大粛清となった。上記のうち、林賢事件と李善長の獄は、胡惟庸の与党を追及するために行われたもので、いわば胡惟庸の獄を蒸し返して、起こされた事件であり、広い意味では胡惟庸の獄に含まれる。
胡惟庸・藍玉は、それぞれ謀叛を計画していたとされ、空印の案や郭桓の案は役人の不正を追及するためという名目があった。しかし、いずれの件もほとんど取り調べが行われないまま、関係者が即時処断されている。各事件の疑惑の根拠となった造反計画や不正については、朝廷による取り調べの結果が詳細に公的記録に残されている。しかしこれらは洪武帝側による捏造の可能性が高く、本当に反逆計画や不正があったかはかなり疑わしい。一連の事件の背景には、皇帝独裁体制を推進する洪武帝の思惑があったとされる。
洪武帝は建国前、金陵（のち応天府と改名）を拠点として元末の群雄割拠の争いを制したこともあり、江南地区の地主・知識人層の支持を基盤としており、新しい明朝政権には南人地主出身の官僚が多く参画していた。新王朝で皇帝権力を強化しようとする洪武帝は、既得権益を固守する江南地主の勢力を抑制しようと様々な施策を行うが、はかばかしい効果を得られなかった。またその間、洪武帝と同じ安徽出身の側近勢力も「建国の功臣」として重んじられるうち、地位や名声を利用して私腹を肥やしたり、制度的・軍事的に皇帝の権力を脅かす者が出かねない状態にあった。洪武帝はこれら江南地主や功臣の勢力を一掃し、権力を自分に集中させるため、粛清という手段に訴えたのである。また胡惟庸や林賢を利用して、当時洪武帝が手を焼いていた倭寇の黒幕と見ていた日本と断交するための手段とするなど、外交面でもこれらの事件を利用した。
胡藍の獄は、胡惟庸・藍玉の造反計画への処罰というより、洪武帝が仕掛けた粛清事件であるというのは、現在では定説となっている。明建国に貢献した支持層や功臣を非情にも大量処刑した洪武帝に対し、『廿二史箚記』を著した清代の考証学者趙翼は「その残忍、実に千古にいまだあらざる所」と評している。

## 事件の背景
元朝末期、モンゴル帝国による支配にかげりが見え始めると、白蓮教徒の反乱である紅巾の乱をきっかけに、華南各地に陳友諒・張士誠・韓林児・方国珍らの軍閥が割拠した。そんな中、頭角を現したのが朱元璋（後の洪武帝）である。朱元璋は逐次他の軍閥を制圧し、元を北方に放逐することにより、洪武元年（1368年）に明王朝を建国した。

### 明国内の事情
洪武帝は、元々安徽省の出身であるが、至正16年（1356年）の南京占領以来、江南地区を基盤として元末の群雄割拠を戦い抜いた。元時代には南人と呼ばれ、色目人・漢人（華北地域の金朝の遺民）の下に置かれて抑圧されていた江南の士大夫（地主にして知識人）たちにとって、朱元璋を支えた理由は、支配力の弱まった元朝を見限り、自らの既得権益を守る保護者を必要としたためであった。が、元朝を北方に追い統一政権が成立した段階となると、皇帝権力を強化しようとする洪武帝と、新王朝に多数の官僚を輩出した江南地主勢力の間に様々な矛盾を生じるようになっていた。
江南政権から全国政権へ移行するため、洪武帝は次々と江南勢力を抑制する政策を採用する。洪武4年（1371年）の「南北更調の制」で、官僚は出身地への赴任ができないものとして、江南官僚が新たに地盤を強化しようとする動きを抑え、洪武6年（1373年）2月には科挙を廃止して、南人官僚の新規輩出を停止させるなどの措置がとられた（廃止前の洪武4年の会試合格者128名のうち88名が南人出身者であった）。科挙は、洪武18年（1385年）に再開されるまで、12年間中断することになる。ただし従前から地方に既得権益を有していた官僚層を排除するまでには至っておらず、皇帝権力の強化を進めたい洪武帝にとって、南人官僚の排除は喫緊の課題となっていた。
また、明朝建国に功績のあった重臣たちの勢力拡大も、洪武帝にとって障害となりつつあった。彼らは「建国の功臣」と称され、地位や名声を利用して私腹を肥やす者もあり、また徒党を組み、職権を利用して人事権や軍事力を掌握し、皇帝権力を凌駕しようとする功臣も現れはじめていたからである。洪武9年10月に群臣を前にした上諭で、洪武帝は君臣の分は天地のごとく超えられないものである、と厳しくたしなめ、洪武12年（1379年）には創業以来の功臣に辞職を勧告する上諭まで出されたが、功臣同士の権力争いや皇帝軽視の姿勢は変わらなかった。この頃には、江南地主勢力と功臣勢力を排除することが洪武帝にとっての目下の課題となったのである。

### 国際的な事情
明は、元朝を北方に放逐することで建国した王朝であるが、元朝は崩壊した訳ではなく、モンゴル高原において北元として継続しており、依然として明との抗争は続いていた。これを明側から見て「北虜」と呼ぶ。一方、華南の東シナ海沿岸、特に寧波周辺海域は、倭寇や海賊らによって襲撃されたり住民が拉致されるなど疲弊しており、こちらは「南倭」と呼ばれた。明が都を置いた南京は海から近く、倭寇の危機は現実のものであり、「北虜南倭」はともに明建国当初から、洪武帝の頭痛の種となっていた。
寧波は古くは明州といい、宋・元代には慶元と称した国際港である。宋代に市舶司が置かれて以降、さらに発展・繁栄し、高麗や日本・東南アジアなどから多くの商人が来航した。泉州・広州とならぶ華南の重要港となっていた。元末の混乱の時代には、貿易商人出身の方国珍が根拠地とし、配下の海賊を使い交易の利を財源に、最後まで朱元璋政権に抵抗していたが、至正27年（1367年）に朱元璋軍の湯和によって平定され、降伏する。翌月即位し明王朝を建国した朱元璋は、王克恭（朱元璋の長兄の朱興隆の娘の福成公主の夫）を寧波衛指揮使に命ずる。これが寧波衛の初例で、翌年には陸齢が任ぜられて戦後の混乱を収束し、泉州・広州とならんで市舶司が設置され、本格的な海上交易が再開した。この寧波衛指揮使に任ぜられた林賢（洪武9年以前に就任）が後に胡惟庸の獄に連座することになる。

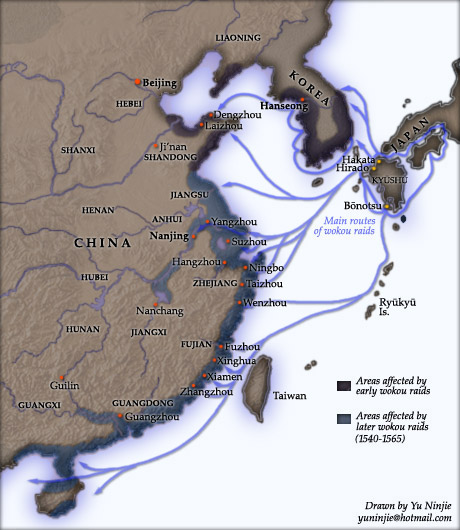
倭寇の活動地域

「倭寇」とは朝鮮人・元（明）人が日本人を主体とする海賊につけた呼称である。明が建国された14世紀半ばは、前期倭寇の活動期にあたり、対馬・壱岐・松浦・五島列島などの住民が中心であったと推測される（詳細は倭寇#前期倭寇を参照）。同じ頃中国沿岸部でも海賊や海寇と呼ばれるアウトロー集団の活動が顕著となっており、倭寇や海賊は海上を航行する商船などを襲撃したり、沿岸部の村落を襲撃して住人や物資を略奪していた。方国珍もその代表的存在であり、湯和による平定後も、沿岸部では倭寇や海賊の襲撃が続き、混乱は収束しなかった。
事態を憂慮した洪武帝は、即位と同時に新王朝の樹立を知らせる使者を周辺諸国の「四夷の君長」に派遣し、君臣関係を結ぶことで、新たな東アジア秩序「冊封体制」の確立を模索する。しかしこれにすぐ応じて明に入貢したのは高麗・安南・占城（チャンパ）などに限られ、洪武帝が倭寇の黒幕と信じて疑わなかった日本は、南北朝の混乱期にあたることもあり、反応は鈍かった。
日本への最初の使者は五島列島で倭寇に殺害されてしまい、洪武帝の国書はそもそも日本の権力者へは届かなかった。翌年洪武帝は楊載を再び日本へ派遣し、明への入貢を強く促す。楊載は旧例の通り博多の大宰府を訪れたが、当時の九州は、征西将軍懐良親王（南朝後村上天皇の皇弟）が北朝方の守護大名と争いを繰り広げている最中にあった。楊載らは大宰府を支配する懐良親王に国書をもたらしたが、明側の高圧的な倭寇鎮圧要求に激怒した親王は、使者7名のうち5名を斬り、正使楊載と呉文華を3カ月間拘留した後、強制帰国させた。
こうした懐良親王の非礼にもかかわらず、洪武帝は翌年3度目の使者趙秩を派遣した。洪武帝は倭寇を日本の尖兵と考えており、倭寇の害をなくすには、日本を冊封して朝貢国に組み入れるほかないと考えたためである。懐良親王はこの時期劣勢となっており、九州での地盤固めに明の権威を利用しようとしたためか、あるいは朝貢貿易の利益を得るためか、最終的に折れて祖来なる僧に国書をもたせて入貢させた。洪武帝は喜んで懐良親王（明側では誤って良懐と伝えられた）を日本国王として認定し、ようやく日明国交が成ったかに見えた。しかし洪武5年（1372年）5月末、正式に日本国王良懐を冊封するために明使仲猷祖闡・無逸克勤らが派遣されるも、8月に博多は北朝方の室町幕府九州探題今川了俊に奪還され、征西府は崩壊寸前の状況にあった。了俊に拘禁された明使らは、このとき初めて日本が南朝（良懐）と北朝（持明）とに分かれて争っていることを知り、交渉相手を北朝方の室町幕府に転換する。しかし、将軍足利義満はまだ若く、この時期は幕府内部でも明との交渉に消極的な細川頼之・今川了俊らが主流派であった。積極派の斯波義将・春屋妙葩らが密かに無逸や趙秩と交渉し、帰国に際し倭寇の捕虜となっていた明・高麗の民150名が返還されたものの、明側は「国王」でない陪臣義満からの書状を受理せず、国交は成らなかった。なおこの後も「日本国王良懐」からの使者がしばしば明に渡来したが、これは懐良親王以外の誰か（島津氏など九州の守護大名と思われる）が派遣した偽使である。
はかばかしい進展が見られず、（明側から見て）誠意が感じられない日本に苛立った洪武帝は、日本との交渉の断念を考え始めていた。洪武7年（1374年）9月には、貿易管理機関である市舶司が廃止され、民間商人による貿易が全面的に禁止された。世に言う「海禁」政策の開始である。この後、他国との貿易は冊封国から明への朝貢と明から冊封国への回賜という、朝貢貿易に限定されたのである。

## 粛清事件の経緯
王朝設立直後の混乱も収束し、元との戦いに一段落した洪武8年・9年（1375年・1376年）頃になると、洪武帝は本格的に内政の整備に力を注ぐようになる。洪武8年（1375年）8月、カラコルムを拠点に明軍を苦しめていた北元の将軍ココ・テムルが病死し、モンゴル勢力が北へ後退。それまで洪武帝は華北を軍政下に置いていたが、傅友徳のみを残して他の武将を引き上げさせ、外政面ではいくらかの余裕が生じるようになった。

### 空印の案
そこで内政を整備し、皇帝専制を目指す洪武帝が仕掛けた最初の粛清事件が、洪武9年（1376年）の「空印の案」（空印事件）である。当時明朝の地方官は、毎年の決算報告を朝廷の戸部に提出することになっていたが、間違いや差し戻しがあった場合の再提出に備え、長官の印があらかじめ押してある空欄の書類を用意するのが公然の秘密として慣習化されていた。洪武帝は突如、この慣習を不正の温床として摘発し、大量の地方官を処罰、死刑や左遷（辺境送り）などの刑に処したのである。空印文書を携帯することはかなり以前からの慣例であり、それまで咎められたこともなかった。しかし突如として「弊害を生じるため」との理由で、一度の警告もなく罰せられたため、官僚たちは大混乱に陥る。
身に覚えのない罪を着せられた地方官僚からは、冤罪を訴える主張が頻出したが、洪武帝は御史台（監察官）の告発さえあれば即刻処罰するといった、極めて手荒い方法を取ったため、全地方がパニックに陥る事態となった。混乱の様子は、同年閏9月に星の異変（不吉の兆し）により官僚から直言を募集した際、空印の案で有罪・無実を問わず、多くの官吏を処罰していることに対して、地方官僚らが不満を爆発させていることからもうかがえる。
実はこの変は、突如発生したものではなく、事前に練られた洪武帝の計画によるものであった。それは、この粛清とあわせて地方行政の大改革が行われていることから明らかである。その狙いは、南人出身地方官の総入れ替えと、元朝から引き続き設置されていた地方統治機関である行中書省（行省）の解体にあった。多くの官僚が誅殺されたり流罪となった一方、それにかわって、朝廷は百人単位で地方官の総入れ替えを行った。また、行中書省がこの事件の直後に分割され、各省に承宣布政使司（民政）・都指揮使司（軍事）・提刑按察使司（監察）の3つの役所が設置された。12月にはさらに地方官の刷新を有効にするため、官吏の考課制度が確立している。前王朝の遺制を葬り去るとともに、その構成員も入れ替えることにより、洪武帝は新たな独自権力の構築を模索したのである。
すなわち空印の案は洪武帝側による意図的な事件であり、空印文書は表向きの理由に過ぎず、江南の南人官僚を対象に行った、一大刷新であった。旧官僚と即座に入れ替え可能な人材がすでに確保されていたことも、朝廷側による事前の計画が存在したことを物語る。数百人の人材を用意できたのは、王朝の基盤が確定したことを示しており、この洪武9年という、内外ともに安定した時期を見計らって計画的に起こされたものであろう。
またこの空印の案で洪武帝の威を借り、地方官僚の摘発に最も熱心にあたったのは、宰相（右丞相）の胡惟庸と、彼によって抜擢された御史大夫の陳寧であった。陳寧は湖南出身の酷吏で、蘇州府知府だった時、納税に遅れた農民にみせしめとして焼印を捺し、「陳烙印」と呼ばれて恐れられた冷酷無比な男である。空印案件でも残酷な取り調べを行い、さすがの洪武帝もたびたびたしなめたが、その後も改めるどころか、心配して諫めた息子の陳孟麟を鞭で叩き殺すという非情さで、人々は恐れおののいたという。

### 胡惟庸の獄
明は建国当初、元の制度を踏襲して、中央統治機関である中書省を設置し、左・右丞相に百官を統率させていた。この左・右丞相は「宰相」と呼ばれる地位で、権限は強大であり、皇帝権力と対立する危険性も含んでいた。ただし建国当初の左丞相は慎み深い性格の李善長、右丞相はもっぱら軍事面で活躍した徐達で、ともに洪武帝と衝突することはなかった。代わって洪武6年（1373年）に右丞相となったのが、胡惟庸である。洪武10年（1377年）には汪広洋が左丞相となったが、洪武帝に逆らったため、洪武12年（1379年）に広南へ左遷されて死を賜り、代わって胡惟庸が左丞相となる。胡惟庸は洪武帝と同じ安徽省出身で、李善長の推薦により洪武帝に早くから仕えていた重臣であった。洪武帝からの信任は篤かったが専横の振る舞いが多く、敵も多かったため、李善長と姻戚関係を結んで淮西派閥の支持を得て、自己の地位を保全した。徐達や劉基などの重鎮は、胡惟庸を宰相に任命することに反対したが、洪武帝は聞き入れず、かえって彼らを遠ざけた洪武8年（1375年）の劉基の死亡を『明実録』『明史』は、胡惟庸による毒殺としている）。
宰相となってからの胡惟庸は絶大な権限を握り、次第に独断専権の振る舞いが目立つようになる。官僚の任免権を一手に握り、重職の座を自らの側近で固めた。このため仕官希望者や失職中の者が争って贈賄し、知遇を得ようと胡惟庸の門前に参集したという。内外から皇帝への上奏文もまず目を通し、自分に不都合なことがあれば報告しないなど、次第に洪武帝をも蔑ろにする言動が目立った。空印の案では陳寧と共に、洪武帝に媚びて率先して処罰を行ったことで、さらに諸人の恨みを買う。洪武12年（1379年）には、ベトナム南部の占城（チャンパ）からの朝貢使節が到着したにもかかわらず、胡惟庸が掌握する中書省はこれを洪武帝に報告しなかったため、洪武帝は中書省に不満を持った。しかし中書省・御史台を側近で固めた胡惟庸に死角はないように見えた。
ところが洪武13年正月2日（ユリウス暦:1380年2月8日）、胡惟庸と陳寧が突如逮捕されてしまう。罪名は謀叛であった。『国榷』や『明史紀事本末』では、計画の暴露することを恐れた胡惟庸が、洪武帝を自邸に招いて暗殺しようとしたが、陰謀に気づいた西華門内使の雲奇が、洪武帝に急を報じ、帝は急遽宮城に戻って高楼から眺めたところ、胡惟庸邸に多数の武装兵士が隠れていた、とする。一方、『明実録』『明史』では、彼らの徒党であったという御史中丞の涂節の密告によって発覚したとする。洪武帝自らの尋問を受けた胡惟庸は、逃れることはできないと悟り、すべてを「自白」し、わずか4日後に陳寧らとともに処刑された。密告者の涂節も処刑されている。これが、以後10年に及ぶ大粛清事件となった胡惟庸の獄の開始である。
明朝の公式記録である『明実録』（「実録」は次代王朝が正史を編纂する際に素材となる記録）の記載によれば、取り調べの結果判明した胡惟庸らの反乱計画とは以下のようなものである。

朝廷で専権を極め、洪武帝すらも凌駕する権力者と化した胡惟庸は、故郷定遠県から上がった「枯れていた井戸に水が貯まった」「先祖の墓が毎晩光った」など数々の奇瑞（主に皇帝の聖徳を称えるために作為される）の報告を元に、帝位まで伺うようになった。そこで陳寧や涂節と謀議し、都督・毛驤や、李善長の弟李存義を仲間に引き入れた。また洪武帝から疎まれていた功臣の陸仲亨（吉安侯）や費聚（平涼侯）も味方につけ軍馬を集めさせ、他の武臣からも密かに同調者を募った。一方で、明州（寧波）衛の林賢を日本に、元朝の臣下であった封績をモンゴルに遣わして、外国の支援を取り付け、反乱の準備を整えた。

しかしこれはあくまで明朝側による公的な発表であり、真相でない可能性が高い。後述するように林賢らの件が発覚したのは6年後のことであり、陸仲亨や費聚の加担が判明したのも事件から10年後であった。これらの顛末は「北虜南倭」を利用した洪武帝側による捏造であり、空印の案と同様に事件そのものが計画的に起こされた可能性が極めて高い。
というのも、空印の案発生直後に行中書省が解体されたのと同様、胡惟庸らが処刑された翌日に宰相の任所である中書省が廃止されたからである。これにより歴代王朝で皇帝を補佐し、強大な権限を持った宰相という職そのものが無くなった。それまで中書省に所属していた六部はすべて皇帝直属とされ、長官である尚書も皇帝が任免権を握った。軍事を統括していた大都督府も、中軍・前軍・後軍・左軍・右軍の五軍都督府に改組され、各軍ごとに都督を置いて軍事権の分割が図られた。尚書・都督ともに複数設置することで、一人に権力が集中しないようにするとともに、皇帝権力は格段に強化されたのである。
その後も胡惟庸事件は、さらなる広がりを見せた。「胡党（胡惟庸の一党）」という名目で、次々と江南地方の地主たちが摘発されだしたのである。疑心暗鬼にかられた地主たちは、盛んに密告を行って仇敵を陥れようとする動きが見られた。『明史紀事本末』によれば、当時互いに怨恨をもつ者同士が、相手を陥れるために真偽にかかわらず「胡党」と密告しあったという。しかし洪武帝は、実際に「胡党」であるかどうかに関係なく、片っ端から地主らを弾圧した。その多くは十分な取り調べも受けないまま処刑され、犠牲者は空印の案を遙かに超え、実に15,000人以上にものぼった。一時は、太師李善長にまで累が及ぶ勢いで、陸仲亨・費聚らも処刑されそうになったが、何とか事なきを得た（ただし10年後に関係を追及されて処刑されている）。すでに致仕していた宋濂も、孫の宋慎が胡党に連座して処刑されたため、南京へ送られたが、馬皇后が食を絶って洪武帝を諫めたために死罪を免れ、茂州ヘ配流された。その後も10年以上にわたって「胡党」として処刑される者が相次ぐことになる。
「胡惟庸の獄」とは洪武帝が、胡惟庸の増長や北虜南倭への脅威を利用して、皇帝権力を脅かした胡惟庸一党を排除し、江南地主層を弾圧し、中書省を廃止して皇帝専政を強めるために捏造した一大疑獄事件であった。諫臣の劉基はすでに亡く、しばしば臣下の処刑を食い止めた馬皇后が洪武15年（1382年）に崩御すると、洪武帝の暴走を止められる者はいなくなった。皇帝専制に向けて、洪武帝はさらなる官僚・地主への弾圧を仕掛けていく。

### 郭桓の案
胡惟庸の獄から5年後、再び全国を揺るがす大粛清事件が発生する。洪武18年（1385年）3月、戸部尚書の郭桓が北平布政司の官吏と結託して、朝廷の食糧を着服したとして逮捕され、即刻処刑された。これをきっかけに、またも数万人をまきこむ大規模な疑獄事件が発生。これらを「郭桓の案」と呼ぶ。
この事件では中書省廃止以降、官僚機構の頂点に立つ六部に腐敗が蔓延していたとして、六部の長官がすべて誅殺されたばかりでなく、処刑者は地方官・一般民衆にまで及び、その数は数万人を超えたという。胡惟庸事件で改組した中央統治機関=六部による醜聞は、洪武帝にとって許し難い不正であった。
綱紀粛正の名目を正当化するため、洪武帝は同年9月、「諸司の納賄を禁戒する詔」を発して、官僚の収賄を厳禁した。また10月には『御製大誥』、さらに翌年にかけて『御製大誥続編』『御製大誥三編』という訓戒書が立て続けに刊行される。これらは具体的な不正の事例と、それらに対する懲罰の様子が書かれた勧善懲悪の書であり、国子監をはじめ全国の府・州・県の教育機関に配布され、学生に暗唱が義務づけられた。

### 林賢事件
郭桓の案の翌年すなわち洪武19年（1386年）、洪武帝は6年前に起きた胡党の問題を再び蒸し返した。かつて胡惟庸が謀叛を計画した際に、北虜と南倭、すなわち北元と日本の協力を得ようとして、秘密裏に使者を派遣していたというのである。その理由をもってこの年10月、寧波衛指揮使の林賢が南京で突如処刑された（同様に、モンゴルへ派遣されたという元朝の旧臣封績は洪武23年（1390年）に処刑された）。胡惟庸の獄と同様、本人だけでなく一族全員が処刑され、妻妾は奴婢に落とされて功臣らにあたえられたという。
林賢への取り調べで判明した"真相"は『御製大誥三編』「指揮林賢胡党第九」に記されている。それによれば、

洪武9年（1376年）4月、日本国王良懐の使者帰廷用が寧波に来貢した際に、南京で洪武帝に拝謁するため、寧波衛指揮使の林賢が使節を護衛して往復した。しかしその間、林賢は南京で胡惟庸と通じていた。胡惟庸は叛乱を起こすために日本の協力を必要としており、林賢を密かに日本へ派遣する策略を練る。胡惟庸の密命を受けた林賢は、帰廷用が日本へ帰国する際に、倭寇と偽ってその船を襲撃し、中央に報告した。胡惟庸はこれを林賢の過失として上奏したため、事情を知らない洪武帝は激怒して、林賢を日本へ3年間の流罪に処した。日本へ流された林賢は、国王に根回しを行って胡惟庸への協力を取り付ける。胡惟庸は秘密裏に使者を日本に派遣し、林賢を呼び戻すとともに日本国王に援軍を要請。日本国王は快諾し、朝貢使節と偽って洪武14年（1381年）7月、僧の如瑶を正使とした精兵400余人を寧波へ送り込んだ。しかし援軍が到着した頃には、すでに当の胡惟庸は処刑されており、計画は失敗に終わっていた。行き場をなくした日本軍は雲南に流され、その地で守備に当たらされたという。しかし帰国した林賢は逮捕を免れ、その後も素知らぬふりで寧波衛指揮使の任にあたり、ようやく6年後に発覚したというものである。しかしこの"真相"は、あまりにも不自然で、つじつまの合わないことも多く、また当時の日本の情勢とも全く合わないため、真実とは考えがたい。林賢は罪を得て日本へ流謫されたとするが、当時の史料には、罪人が外国へ流謫されたなどという事例は一切見つかっていない。しかも倭寇の根拠地と見られていた日本へ流謫するなど、奇妙な点が多すぎる。また罪人が帰国後に再び元の指揮使に復帰しているというのも、当時の慣習からしてあり得ない。もちろん日本側にも、上記の事件に関する史料は全く存在しない。日本側が胡惟庸の乱に加担するメリットも皆無であり、そもそも南北朝動乱中の日本において外国へ兵力を派遣できる余裕のある勢力は存在していなかった。日本国王良懐の正体である懐良親王は、すでに洪武5年（1372年）には太宰府を失陥しており、胡惟庸事件の起きた洪武13年（1380年）前後には、九州探題の今川了俊により九州の南朝勢力はほぼ崩壊していた。つまり寧波へ兵力を派遣できた主体も存在していないのである。さらにリスクを冒して渡明した日本兵が、その後雲南の守備にあたっているなど説明のつかないことが多すぎる。要するに、この林賢事件の"真相"は洪武帝側による捏造であったと見るのが自然である。

洪武帝が林賢の罪を捏造した理由は、日本と断交するためであった。上述のごとく、洪武帝の即位直後から続けられた交渉において、倭寇取り締まり要求はほぼ無視され、日本側の反応は明の期待はずれだった。業を煮やした洪武帝は、日本を征伐するという恫喝を含んだ国書を送ったこともあったが、倭寇の被害は止むどころか、むしろ増加の一途をたどる。しかも日本国王良懐の（名を騙ってたびたび入貢する）使者らもきわめて傲慢な態度で、上呈する表文も無礼で不遜な文言ばかりであった。洪武13年（1380年）の良懐からの使者がもたらした国書と朝貢は明側の期待に及ばなかったため、即座に追い返された。翌洪武14年7月、良懐からの使者如瑶が寧波に入港したが、君臣の義を弁えず「貪利」のみを目的とする横柄な使者として、明側から露骨に煙たがられ、ついには如瑶を誅殺しようとの意見も出たほどであった（如瑶が林賢事件で共謀者とされたのは、この件が理由と考えられる）。こうした日本側の不誠実な態度に、洪武帝はこれ以上日本と交渉するメリットを認めず、断交に考えが傾くようになる。如瑶の帰国に当り、洪武帝は礼部から良懐を譴責する書を送らせ、「日本は島国の有利な地形を恃んで倭寇を放置し、隣国を侵略している」と強く叱責。さらに室町幕府将軍の足利義満にも、如瑶の非礼を詰問し、再び日本征伐をちらつかせる恫喝の書状を送った。洪武帝の高圧的な国書を受け取った懐良親王は、「賀蘭山の前で博打を行い、勝負を決しよう」と尊大な言辞で洪武帝を挑発する内容の返信を送ることで応酬した。如瑶は日本国内で義満と対立しているはずの懐良親王の使者として来たものであるから、義満への難詰は無意味であるが、洪武帝の日本への怒りは沸点に達していたのである。
もはや従来の海禁政策だけでは生ぬるいとして、倭寇の活動が活発化した洪武17年（1384年）には功臣の湯和が特命を帯びて浙江に派遣される。湯和は海船を建造して海上警備を強化させる一方、漁民の出漁すら禁止し、浙江沿岸や福建・広東の島嶼部（舟山群島・澎湖諸島・南澳島など）の住民をことごとく内陸部へ移民させるなどの強硬策を施行した。これは住民の安全を図るというより、倭寇と結託を恐れたための措置である。林賢が逮捕されたのは、この湯和による強攻策が展開中の出来事であった。洪武帝は止まらぬ倭寇に怒り、寧波の責任者であった林賢を胡党と見なして胡惟庸の獄と結びつけ、日本との断交に利用したのであった。林賢事件からわずか半月後、またも良懐からの使者として宗嗣亮が寧波に入港する。すでに懐良親王は3年前に薨去しており、送り出した主体は別人で、明らかに貿易の利のみを狙った使者であった。しかし宗嗣亮が持参した表文は受理されず、国交断絶が通告され送り返される。以後、洪武年間に日本からの入貢は全く途絶し、20年に及ぶ国交断絶状態が続く。

### 李善長の獄

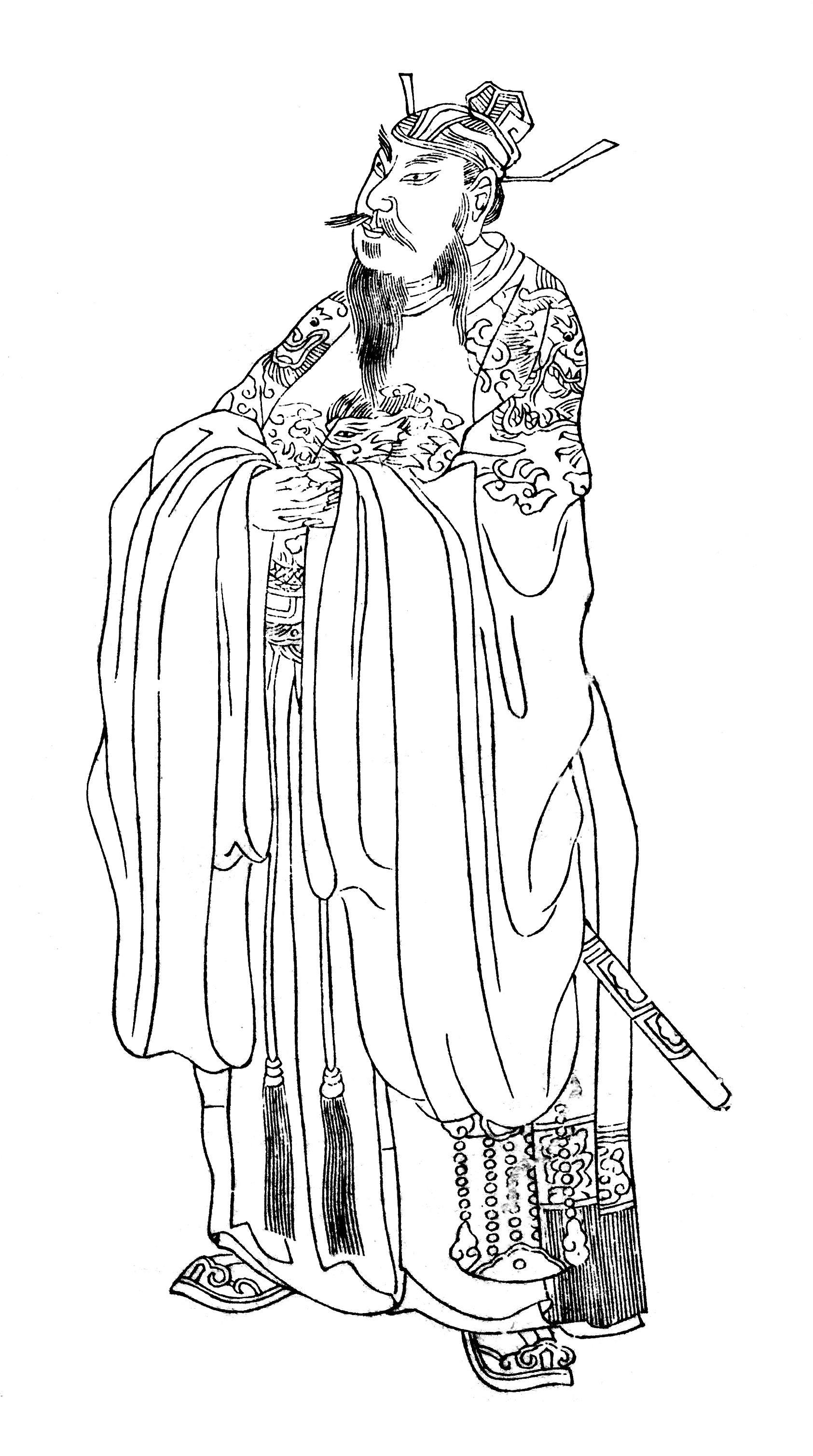
徐達

胡惟庸の獄で処刑を免れた高官は健在しており、政治的にも隠然たる勢力を保持していたため、洪武帝は再びの粛清が必要と判断するに至る。洪武18年（1385年）には、軍功第一と称された徐達が腫物の悪化で歩行困難となり、洪武帝からは見舞いの品として、蒸したガチョウが贈られた。しかし当時、ガチョウの肉は腫物にとっては毒と考えられており、洪武帝の意を悟った徐達は、使者を前に涙ながらにガチョウを口にし、数日後に容態が急変して死去したという。すでに洪武8年（1375年）には廖永忠、洪武13年（1380年）には朱亮祖、洪武17年（1384年）には胡美が処刑されており、洪武帝の甥である朱文正・李文忠らも些細な罪で葬り去られている。残る功臣らは、洪武帝が次に仕掛けるであろう大粛清に怯えていた。そのターゲットとなりそうなのは、初代左丞相で、かつて胡惟庸と姻戚であり、開国の功臣第二位と称される李善長であった。ただし洪武帝の娘の臨安公主が、李善長の子の李祺に嫁いでいることが歯止めとなっていた。
洪武23年（1390年）、李善長の弟の李存義がかつて胡惟庸に加担していたとして逮捕された。取り調べが行われると、李善長も陰謀を知りながら黙認していたことが判明。洪武帝は娘婿の父が逆賊に通謀していたことに激怒し、ただちに李善長に自殺を命じ、さらに李善長の一族70余人も誅殺された。引き続き、胡党の捜索が行われ、陸仲亨・費聚・唐勝宗・趙庸・鄭遇春・黄彬・陸聚・毛騏・李伯昇・鄧鎮ら、実に19人の功臣が一切の弁明も許されず、ただちに処刑された。また顧時・楊璟・呉禎・薛顕・郭興・陳徳・王志・金朝興・兪通源・梅思祖・朱亮祖・華雲龍らは、本人が死亡しているにもかかわらず、追座して除爵された。その他、連座で処刑された者は15,000人余りにのぼる。この一連の事件を「李善長の獄」と呼ぶ。規模も胡惟庸の獄と同様であり、ほとんどが胡党の係累として処刑されたことから、李善長の獄は「第二次胡惟庸の獄」というべき性格の事件であったと言える。洪武帝は事件後、彼らの罪を並べ上げた『昭示姦党録』を刊行して天下に告示し、自らの正統性を訴えることも忘れなかった（同書は現在は散佚している）。だが胡惟庸の獄の発生後、10年も経ってからこれほど多数の共謀者が現れたというのは余りに唐突であり、趙翼も言うように胡党に名を借りた功臣の大粛清だったことはほぼ間違いない。
さらに2年後、葉昇（靖寧侯）が最後の「胡党」として処断され、12年にわたる「胡惟庸の獄」はようやく終結を迎えることになる。

### 藍玉の獄
しかし、胡惟庸の獄で洪武帝の功臣粛清がすべて終わった訳ではなかった。李善長の獄からわずか3年後の洪武26年（1393年）、大将軍・涼国公の座にあった藍玉が突然逮捕された。洪武年間最後の大粛清となる藍玉の獄の開幕である。
藍玉は、李善長や胡惟庸と同郷の定遠県の出身で、建国初期の重臣の常遇春の妻の弟にあたる。常遇春の配下にあって四川征伐・雲南攻略の戦功により昇進し、徐達亡き後は北方（対モンゴル）防衛にあたり、トグス・テムルをブイル・ノールの戦いで破った、華々しい軍功を誇る名将である。しかし無学で狡猾な性格であり、皇帝の軍令に背いて出動したり、勝手に部下を任免するなど不法な振る舞いも多かった。自らの地位が馮勝（宋国公）や傅友徳（潁国公）の下であることが不満で洪武帝に何度も掛け合ったが、相手にされなかったため、自分が疑われていると思い込み、謀叛を計画したという。密かに私邸に部下を集め、謀議を行っていたところ、錦衣衛（皇帝直属のスパイ機関）指揮の蔣瓛の探索によって発覚した。
洪武帝は例の如く激怒し、首謀者藍玉のほか、曹震（景川侯）・張翼（鶴慶侯）・陳桓（普定侯）らも「藍党」として逮捕され、ほとんど取り調べされることなく自白を強要され、即刻処刑された。共謀者として他に朱寿・何栄・詹徽・傅友文・曹興・黄輅・湯泉・馬俊・王誠・聶緯・王銘・許亮・謝熊・汪信・蕭用・張温・察罕・楊春・張政・祝哲・陶文・茆鼎ら功臣がことごとく殺害され、すでに故人となっていた桑世傑・孫興祖・何真・韓政・濮英・曹良臣らが追座して除爵されたのも李善長の獄と同様である。連座して処刑された者は15,000人とも、2万人（『明史紀事本末』）とも言われ、正確な数字は不明である。洪武帝が取り調べ結果である『逆臣録』を刊行して罪状を公表したのも、李善長の獄と全く同じ過程である。すなわち「藍玉の獄」も、胡党の網の目からのがれた功臣宿将を一掃するために行った意図的な事件であったといえる。確かに藍玉は、以前から武功を誇って専横の振る舞いが多かったが、造反の陰謀を企てたというのはかなり疑わしい。
藍玉の獄は、胡惟庸の獄と違って政治的意味は小さく、それを契機として統治機構の改変が行われるようなことはなかった。むしろ前年まで執拗に行われた徹底的な胡党の探索をも逃れた有力功臣を一掃するために起こされた事件であったといえる。藍玉の獄の前年、洪武帝は最愛の皇太子朱標を病で失っており、後継者には朱標の第二子である朱允炆（後の建文帝）が選ばれた。当時16歳とまだ幼い皇太孫が即位した際、建国の功臣や江南官僚層たちは新皇帝にとって障害となりかねない。趙翼が『廿二史箚記』で「洪武帝はこの時すでに60歳を超え、皇太子は柔仁で、その死後皇太子となった孫はさらに幼弱であり、自分の死後の配慮をせざるを得ず、2回の大獄（胡惟庸・藍玉）を起こしたのであろう」と述べているように、洪武帝は将来の危険の芽を摘む目的で、あえて大規模な粛清を行ったものと思われる。
とはいえ空印の案にはじまり、胡惟庸の獄を経て、藍党の粛清に至る足かけ18年間に渡った「胡藍の獄」は、合計十万人とも言われる犠牲者を出して終了した。わずかに残った功臣がことごとく処分された藍玉の獄をもって、ようやく大粛清の嵐に終止符が打たれることになる。同年9月、洪武帝は胡党および藍党への追及を禁止し、粛清の終了を宣言した。ただし個別の功臣への処罰はこの後も続き、洪武27年（1394年）には傅友徳、洪武28年（1395年）には馮勝がそれぞれ罪を得て死を賜っている。結局、洪武末年まで命を長らえた功臣は、わずかに湯和・耿炳文・郭英のみであり、彼らも洪武帝の機嫌を損ねぬように、死ぬまで謹慎同様の生活を送り、錦衣衛（特務機関）におびえる余生を過ごしたのである。

## 略年表
| 洪武帝期粛清事件の関連年表 | 洪武帝期粛清事件の関連年表 | 洪武帝期粛清事件の関連年表                                                               |
| -------------------------- | -------------------------- | ---------------------------------------------------------------------------------------- |
| 洪武元                     | 1368                       | 明朝成立。四夷の君長に冊封を勧告する使者を派遣                                           |
| 洪武2                      | 1369                       | 日本への使者が殺害されたため再び楊載・呉文華を派遣。懐良親王は国交を拒否                 |
| 洪武3                      | 1370                       | 日本への3度目の使者趙秩を派遣。懐良側が了承し、日本国王良懐に冊封する                    |
| 洪武4                      | 1371                       | 南北更調の制を発令                                                                       |
| 洪武5                      | 1372                       | 懐良親王が太宰府を失陥。明からの使者仲猷・無逸が室町幕府と交渉するも不調                 |
| 洪武6                      | 1373                       | 科挙を廃止                                                                               |
| 洪武7                      | 1374                       | 市舶司を廃止。「海禁」政策を開始                                                         |
| 洪武9                      | 1376                       | 空印の案発生。行中書省を解体し、承宣布政使司・都指揮使司・提刑按察使司を設置             |
| 洪武12                     | 1379                       | 洪武帝、功臣に辞職を勧告する上諭を発する                                                 |
| 洪武13                     | 1380                       | 胡惟庸の獄発生。中書省を廃止し、六部を皇帝の直属とする。五軍都督府を設置                 |
| 洪武13                     | 1380                       | 日本国王良懐（偽使）が国書で洪武帝を挑発                                                 |
| 洪武14                     | 1381                       | 日本国王良懐の使者として如瑶が寧波に入港。礼部が良懐を叱責                               |
| 洪武15                     | 1382                       | 御史台を廃止して都察院を設け、親軍都尉府を改組して錦衣衛を設置するなど官僚への監察を強化 |
| 洪武17                     | 1384                       | 湯和が浙江において海禁強化。沿岸住民の強制移住                                           |
| 洪武18                     | 1385                       | 郭桓の案が発生。『御製大誥』発刊。科挙が復活                                             |
| 洪武19                     | 1386                       | 林賢事件。日本国王良懐との関係を断交。『御製大誥続編』『御製大誥三編』発刊               |
| 洪武23                     | 1390                       | 李善長の獄が発生。『昭示姦党録』を刊行。胡惟庸がモンゴルに派遣したという封績を処刑       |
| 洪武25                     | 1392                       | 葉昇が処刑され、胡党の捜索が終了。皇太子朱標が死し、朱允炆が皇太孫となる                 |
| 洪武26                     | 1393                       | 藍玉の獄発生。『逆臣録』を刊行                                                           |
| 洪武31                     | 1398                       | 洪武帝崩御。朱允炆が即位して建文帝となる                                                 |
| 建文2                      | 1399                       | 靖難の変。燕王朱棣が挙兵。1402年に永楽帝として即位                                       |

## 雑記
- 官僚粛清のために、洪武帝は監察機関も強化した。胡党に掌握されていた御史台は廃止され、洪武15年（1382年）に新たに「都察院」を設け、官僚に対する監視を強めている[55][56]。はじめは正七品衙門に過ぎなかったが、翌年には正三品、さらに翌年には正二品衙門と六部尚書と同格にまで陞格されており、洪武帝からいかに重視されていたかがうかがえる[57]。この都察院と、法務省にあたる刑部（六部の一つ）、最高裁判所にあたる大理寺は「三法司」と称され、刑獄を管理した[58]。
- 洪武15年（1382年）4月には、禁軍（近衛軍）の一つ「親軍都尉府」が改組され、「三法司」とは別に官僚の監察と刑罰を受け持つ皇帝直属の特務機関「錦衣衛」が設置された。従来からの皇帝の護衛任務に加えて「巡察緝捕」というスパイ任務が与えられ、約500人の緹騎が皇帝の耳目として、日夜官民に対し監視の目を光らせる恐怖政治の世が現出したのである。正規の朝廷機関である三法司とは別に、独自権限を持って捜査・裁判を行う錦衣衛に一度でも摘発されれば、それは即処刑につながるため、人々は「錦衣衛の獄」「詔獄」と呼び、彼らを恐れたという[59][60]。
- 洪武帝による恐怖政治の矛先は、官僚層のみならず庶民へも向けられた。その一例が「文字の獄」と呼ばれる言論弾圧である。後の清朝の文字の獄が、満洲人王朝による漢人への思想統制的な意味合いが強いのに対して、洪武帝による文字の獄は、洪武帝個人の恣意性が強いものであった。洪武帝は元々貧乏僧侶の出身であることに強いコンプレックスがあり、僧侶や仏教に関する文字・言葉に過敏に反応したといわれる。特に「光」「禿」といった坊主頭を暗示する文字はタブーとされ、洪武帝個人を誹るものとして禁止された。「僧」という文字はおろか、発音が通じる「生」すら禁止の対象となっている[61]。また洪武帝は、盗賊のような身分から皇帝になったということにも後ろめたさが持っていたために「盗」と同音の「道」や「賊」と同音の「則」も同様に避けられた。当時勃興しつつあった通俗文学（白話小説）の分野でも、文字の獄を回避する動きがあり、特に仏教説話である『西遊記』では敏感に反応し、当時人気の高かった道化役の朱八戒（ブタの妖怪）が、明帝室と同姓であることが弾圧の対象となる可能性があることから、朱(zhū)と同音の猪に改姓されるなどの影響を及ぼしている（詳細は猪八戒、西遊記の成立史を参照）。

## 事件後の影響
洪武帝治世の一連の粛清事件は、江南官僚・功臣の粛清および朝廷機構の変革、そして日本との交渉中止という目的で行われた。これらの事件はすべて個別単独に起きたものではない。たとえば空印の案で設置された地方長官の布政使司が正二品と、当時の中央機関である六部の尚書（正三品）よりも高位に置かれた後、胡惟庸の獄で中書省が廃止された後、六部尚書が正二品に引き上げられ、布政使が正三品となりバランスが取られている。これはいったん地方の革新が行われた後に、中央の整理を断行したことを示しており、一連の動きの中で捉えられる。空印の案では「行中書省」、胡惟庸の獄では「中書省」、郭桓の案では「六部」、林賢事件では「日本（倭寇）」、そして李善長の獄・藍玉の獄では「功臣」がそれぞれ狙い撃ちされ、洪武帝に邪魔となるものは一つ一つ潰されて、皇帝専制の準備が整ったのである。

### 国内への影響
一連の粛清事件を利用して行われた統治機構の最大の変革は、中書省の廃止であった。強大な権限を擁した胡惟庸のような者が現れないようにするためには、中書省の長官である丞相（宰相）という地位を廃する必要があった。中書省が解体され、隷属していた六部が皇帝直属となったのは前述の通りである。これは皇帝みずからが宰相の権限をも兼ね、官僚を直接掌握するものであり、皇帝権力を絶対化し、皇帝に対して官僚に忠誠を誓わせるためのものでもあった。
古来から皇帝を補佐してきた宰相の廃止は、中国官制史上の大変革といえる。しかし実際には洪武帝がみずからすべての政務を親裁することは不可能であり、結局洪武15年（1382年）に諮問機関として殿閣大学士が設けられ、これが発展して後に内閣制度が成立する。またこの間に洪武帝が発した『御製大誥』『御製大誥続編』『御製大誥三編』および洪武20年（1387年）の『大誥武臣』などの書は、官僚や武将（功臣）がいかなる罪によって処断されたかを詳細に述べ、以後官民が不正を犯さぬようにとの洪武帝の訓戒を述べたものである。いかなる高位高官でも処刑されるという前例を示し、官僚や功臣に皇帝への絶対服従を強いたものとも言える。
洪武帝は功臣や官僚の勢力を削減して皇帝に権力を集中させる一方で、血縁者を諸王として封建し、帝室の藩屏とする方針をとった。これには反対意見も多く、諸王が明朝皇帝にとって将来的に障害になるとして葉伯巨が洪武9年（1376年）にこれを諫める上書を行ったが、この意見に激怒した洪武帝は、かえって葉伯巨の処刑を命令した。皮肉にもこの時は胡惟庸がかばい、葉伯巨を死刑から投獄に変更したが、まもなく獄中で餓死している。しかし洪武帝の死後わずか数年後に、燕王朱棣（後の永楽帝）による叛乱（靖難の変）が発生し、諸王分封の弊害は早速証明されたのである。洪武帝の後を継いだ建文帝の朝廷には、若き皇帝を支えるべき経験豊かな功臣は全く残っておらず、あえなく朱棣に敗れ去った。また、洪武帝の粛清を免れて生き残った数少ない功臣である耿炳文も、建文帝に味方したとして朱棣（永楽帝）によって粛清されることになる。

### 国外への影響

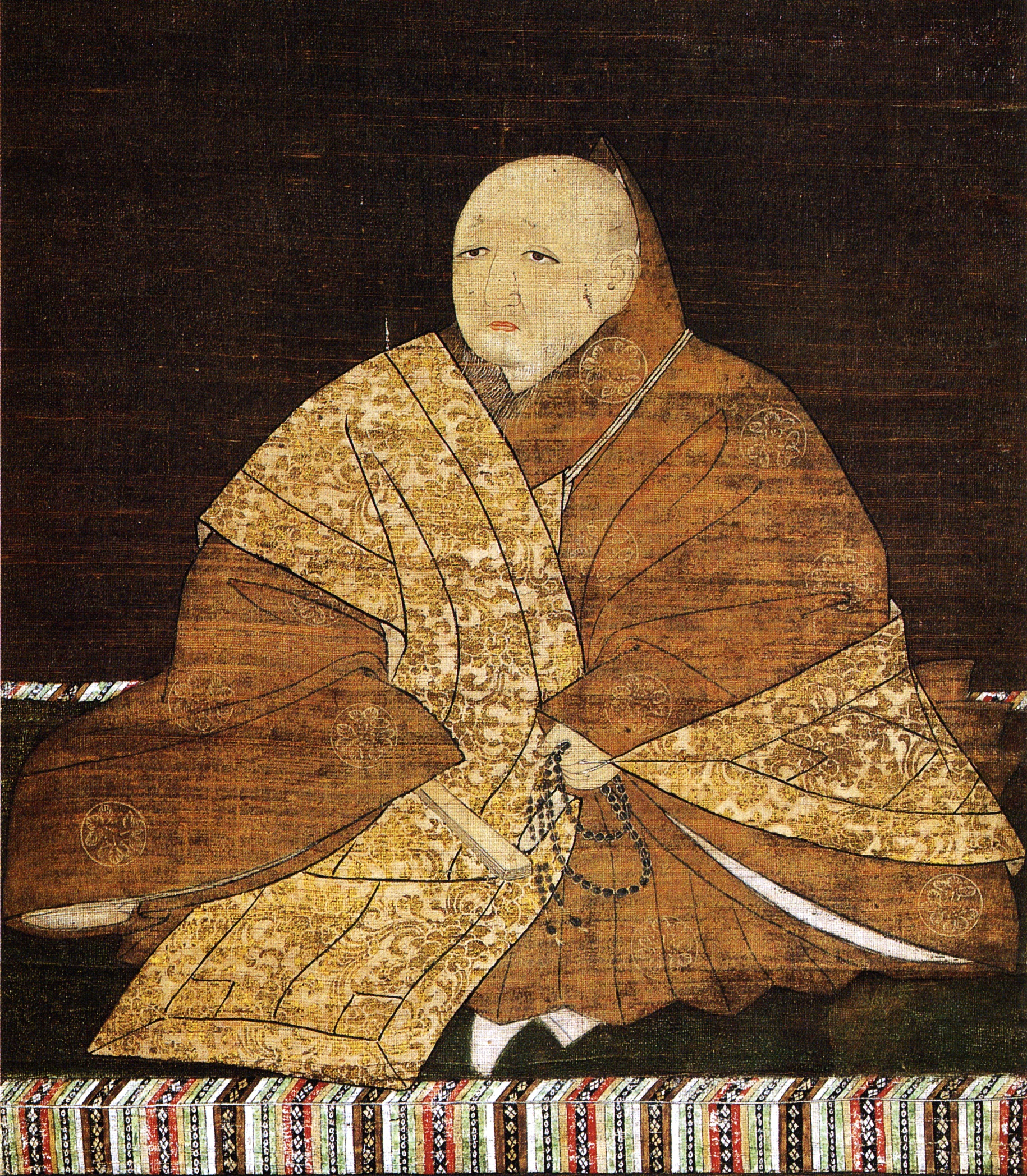
足利義満（道義）

洪武帝は林賢事件の後、日本と断交しただけでなく、永遠に日本と通交しないように、祖訓として子孫に厳命した。『皇明祖訓』の首章には「日本国は朝するといえども、実は詐りなり。ひそかに奸臣胡惟庸に通じ、謀りて不軌をなさんとす。故にこれを断つ」という訓示が残されている。しかし倭寇の被害は収まることはなかった。
一方、日本国内では将軍足利義満により、洪武25年（日本の明徳3年/1392年）に南北朝が統一されて全国的な内戦が終結する。義満は胡惟庸事件が起きた洪武13年（康暦2年/1380年）に「征夷将軍源義満」名義で国書を送っていたが、明が冊封した日本国王以外との朝貢関係を認めない冊封体制下では相手にされず、また当の日本国王良懐が洪武帝から断交されたため、洪武帝治世下では日明交渉の余地はなかった。洪武28年（応永2年/1395年）、義満は将軍・太政大臣の職を辞して出家し道義と名乗り、日本の官職体系から脱する。そして洪武帝没後の建文3年（応永8年/1401年）には「日本准三后道義」の名義で、建文帝あてに20年ぶりの使節を派遣する。
建文帝は、洪武帝の遺訓にもかかわらず、これを日本の正式の使節として認め、道義を日本国王に封ずる詔を発した。ここに日明間で正式な国交が結ばれることとなった。建文帝は前年に朝鮮（1392年建国）の李成桂も朝鮮国王として冊封するなど、積極的な外交政策を採っていた。道義の国王冊封後わずか4か月後に靖難の変で建文帝は逐われるが、代わって帝位についた永楽帝は日本外交を引き継ぎ、勘合貿易が開始され、倭寇も沈静化していく。ただし朝貢以外の貿易を禁じ、沿岸住民の航行を制限する海禁政策は、その後も16世紀に緩和されるまで継続した。

## 関連文献
- 阪倉篤秀「明初中書省の変遷」（1977年、『東洋史研究』36巻1号、東洋史研究会）
- 佐久間重男『日明関係史の研究』（1992年、吉川弘文館、ISBN 978-4642026406）
- 福本雅一「朱元璋と文人たち」『京都国立博物館学叢』第27号、京都国立博物館、2005年5月、19-44頁、ISSN 03879895。
- 『日本歴史大系 2 中世』（1985年、山川出版社、ISBN 978-4634200203）